# Ла-Мохарра

Статуетка з Туштли

Ла-Мохарра та інші археологічні пам'ятки класичного періоду

Ла-Мохарра (ісп. La Mojarra) - археологічна пам'ятка на території мексиканського штату Веракрус недалеко від узбережжя Мексиканської затоки біля річки Акула. Тут було стародавнє поселення, постійно населене від часів формаційного періоду (близько 300 року до н. е.) і до 1000 року н. е.
Ця невелика, ще мало вивчена археологами, пам'ятка площею близько 1 км2 складається з невеликих курганів і такої ж невеликої центральної площі. Протягом класичного періоду тут було споруджено три печі для випалювання місцевої помаранчевої кераміки.
Попри малі розміри, з Ла-Мохарри та її околиць походять два важливі артефакти епіольмекської культури: стела з Ла-Мохарри 1 та Статуетка з Туштли. На обох цих пам'ятках виявлено написи епіольмекським письмом, а також дати за раннім «довгим» календарем.